# Paratrichius doenitzi
Paratrichius doenitzi är en skalbaggsart som beskrevs av Edgar von Harold 1879. Paratrichius doenitzi ingår i släktet Paratrichius och familjen Cetoniidae. Inga underarter finns listade i Catalogue of Life.